# Carrières-sur-Seine
Carrières-sur-Seine és un municipi francès, situat al departament d'Yvelines i a la regió de Illa de França. L'any 2007 tenia 15.651 habitants.
Forma part del cantó de Houilles, del districte de Saint-Germain-en-Laye i de la Comunitat d'aglomeració Saint Germain Boucles de Seine.

## Demografia

### Població
El 2007 la població de fet de Carrières-sur-Seine era de 15.651 persones. Hi havia 5.828 famílies, de les quals 1.606 eren unipersonals (690 homes vivint sols i 916 dones vivint soles), 1.258 parelles sense fills, 2.530 parelles amb fills i 434 famílies monoparentals amb fills.
La població ha evolucionat segons el següent gràfic:
Habitants censats

### Habitatges
El 2007 hi havia 6.325 habitatges, 5.964 eren l'habitatge principal de la família, 71 eren segones residències i 290 estaven desocupats. 2.845 eren cases i 3.344 eren apartaments. Dels 5.964 habitatges principals, 3.595 estaven ocupats pels seus propietaris, 2.177 estaven llogats i ocupats pels llogaters i 193 estaven cedits a títol gratuït; 487 tenien una cambra, 879 en tenien dues, 1.426 en tenien tres, 1.403 en tenien quatre i 1.770 en tenien cinc o més. 4.310 habitatges disposaven pel capbaix d'una plaça de pàrquing. A 3.297 habitatges hi havia un automòbil i a 1.854 n'hi havia dos o més.

### Piràmide de població
La piràmide de població per edats i sexe el 2009 era:
| Homes | Edats   | Dones |
| ----- | ------- | ----- |
| 4     | 95 o +  | 4     |
| 20    | 90 a 94 | 28    |
| 24    | 85 a 89 | 72    |
| 48    | 80 a 84 | 40    |
| 96    | 75 a 79 | 164   |
| 144   | 70 a 74 | 208   |
| 152   | 65 a 69 | 204   |
| 304   | 60 a 64 | 212   |
| 292   | 55 a 59 | 284   |
| 496   | 50 a 54 | 456   |
| 492   | 45 a 49 | 536   |
| 476   | 40 a 44 | 520   |
| 500   | 35 a 39 | 488   |
| 428   | 30 a 34 | 412   |
| 464   | 25 a 29 | 396   |
| 393   | 20 a 24 | 444   |
| 420   | 15 a 19 | 428   |
| 464   | 10 a 14 | 428   |
| 404   | 5 a 9   | 408   |
| 392   | 0 a 4   | 280   |

## Economia
El 2007 la població en edat de treballar era de 10.583 persones, 8.531 eren actives i 2.052 eren inactives. De les 8.531 persones actives 7.810 estaven ocupades (4.049 homes i 3.761 dones) i 721 estaven aturades (366 homes i 355 dones). De les 2.052 persones inactives 413 estaven jubilades, 1.028 estaven estudiant i 611 estaven classificades com a «altres inactius».

### Ingressos
El 2009 a Carrières-sur-Seine hi havia 5.787 unitats fiscals que integraven 15.268 persones, la mediana anual d'ingressos fiscals per persona era de 26.540 €.

### Activitats econòmiques
Dels 621 establiments que hi havia el 2007, 5 eren d'empreses extractives, 4 d'empreses alimentàries, 4 d'empreses de fabricació de material elèctric, 36 d'empreses de fabricació d'altres productes industrials, 88 d'empreses de construcció, 121 d'empreses de comerç i reparació d'automòbils, 33 d'empreses de transport, 17 d'empreses d'hostatgeria i restauració, 31 d'empreses d'informació i comunicació, 30 d'empreses financeres, 35 d'empreses immobiliàries, 141 d'empreses de serveis, 47 d'entitats de l'administració pública i 29 d'empreses classificades com a «altres activitats de serveis».
Dels 132 establiments de servei als particulars que hi havia el 2009, 1 era una oficina de correu, 5 oficines bancàries, 11 tallers de reparació d'automòbils i de material agrícola, 2 establiments de lloguer de cotxes, 1 autoescola, 16 paletes, 11 guixaires pintors, 9 fusteries, 17 lampisteries, 17 electricistes, 7 empreses de construcció, 6 perruqueries, 2 veterinaris, 11 restaurants, 11 agències immobiliàries, 3 tintoreries i 2 salons de bellesa.
Dels 15 establiments comercials que hi havia el 2009, 2 eren supermercats, 2 grans superfícies de material de bricolatge, 1 una gran superfície de material de bricolatge, 2 fleques, 2 carnisseries, 1 una peixateria, 1 una llibreria, 1 una botiga de roba, 1 una sabateria, 1 una botiga de material de revestiment de parets i terra i 1 una joieria.
L'any 2000 a Carrières-sur-Seine hi havia 14 explotacions agrícoles que ocupaven un total de 56 hectàrees.

## Equipaments sanitaris i escolars
Els 4 equipaments sanitaris que hi havia el 2009 eren farmàcies.
El 2009 hi havia 4 escoles maternals i 4 escoles elementals. A Carrières-sur-Seine hi havia 1 col·legi d'educació secundària i 1 liceu d'ensenyament general. Als col·legis d'educació secundària hi havia 605 alumnes i als liceus d'ensenyament general 1.118.

## Poblacions més properes
El següent diagrama mostra les poblacions més properes.